# Бубнов, Николай Николаевич (философ)
Николай Николаевич Бубнов (иногда ошибочно Александрович или Михайлович; нем. Nicolai von Bubnoff; 1880—1962) — русский философ

. Славист. Жил и работал в Германии.

## Биография
Окончил Александровский лицей и Петербургский университет (1913). Затем учился в Гейдельбергском университете. Находился под влиянием «Юго-западной» (Гейдельбергской) школы неокантианства Вильгельма Виндельбанда.
Собственные сочинения Бубнова были посвящены различным темам. В дореволюционный период его больше занимала философия культуры, преимущественно немецкая; вместе с Фёдором Степуном и несколькими другими молодыми философами Бубнов стоял у истоков философского журнала «Логос». Следом этого периода является книга «Культурная философия Ницше и учение о переоценке ценностей» (нем. Friedrich Nietzsches Kulturphilosophie und Umwertungslehre; 1924).
Затем, когда возвращение в Россию из Германии перестало быть возможным, Бубнова начинают больше волновать истоки русской философии, особенно религиозной. В 1925—1926 гг. он (совместно с Хансом Эренбергом) составляет и переводит на немецкий язык два тома под общим названием «Восточное христианство. Документы» (нем. Östliches Christentum. Dokumente) — избранные тексты Константина Аксакова, Алексея Хомякова, Константина Леонтьева, Владимира Соловьёва, Павла Флоренского и других авторов — логическим продолжением этого двухтомника стала третья книга, «Русские религиозные философы. Документы» (нем. Russische Religionsphilosophen. Dokumente), подготовленная одним Бубновым значительно позже, в 1956 г.
С 1932 г. Бубнов — профессор Гейдельбергского университета, директор основанного им при университете Славянского института.

## Отзывы о Н. Бубнове
Ханс-Георг Гадамер (1992):

Симпатичнейший человек. Я его застал в Гайдельберге, когда получил в Университете кафедру. Он к тому времени уже не был на вершине своей философской карьеры. Но предмет он знал хорошо. Мне совсем не пришлось экзаменовать студентов — Бубнов их прекрасно подготовил. Человеком же он был в высшей степени скромным.
Беседа с Хансом-Георгом Гадамером. Русские в Германии // Логос. — 1992. — № 3.
Генрих Риккерт (из письма Эмилю Ласку):

Докторскую диссертацию Бубнова я считаю просто скандальной. Знаете ли Вы, что это была статья для «Логоса», которую Кронер и Мелис отклонили, так как она показалась им слишком глупой? В этом отношении я перестаю понимать Виндельбанда. Кажется, он слишком слаб, чтобы хоть кому-то сказать «нет». Но он, видимо, не отдает себе полностью отчета в том, что, выпуская таких приват-доцентов, он позорит все наше «направление». Гессен утверждает, что Бубнов стал приват-доцентом только для того, чтобы затем стать министром просвещения в России, так как для этого поста требуются университетские профессора, прославившиеся своей непригодностью. Может быть, это чуть-чуть и преувеличено, но совсем чуть-чуть.
(Цит. по. Крамме Р. «Творить новую культуру» — «Логос» 1910—1933 // Социологический журнал. — 1995. — [№ 10?].)

## Сочинения
- Н. фон Бубнов. Проблема зла в русской религиозной философии // Звезда. — 1993. — № 9. — С.142-159.
- Бубнов Николай. Новая книга о Лессинге, как религиозном мыслителе. // Путь. — № 33. — 1932. — Апр. — С. 67-72.